# Klaus Ruedenberg
Klaus Ruedenberg, ursprünglich Klaus Rüdenberg, (* 25. August 1920 in Bielefeld) ist ein deutschstämmiger US-amerikanischer Chemiker (Theoretische Chemie, Quantenchemie).

## Leben
Klaus Ruedenberg war einziger Sohn der jüdischen Webereiunternehmer Otto Rüdenberg und seiner Ehefrau Meta Sophie, geborene Wertheimer. Er absolvierte sein Abitur am Gymnasium in Bielefeld als einer der letzten beiden jüdischen Schüler, die ihren Abschluss machen durften. 1938 emigrierte er in die Schweiz und studierte dort zunächst an einer englischsprachigen College-Vorbereitungsschule (Institut Montana 1939). Seine Eltern besuchten ihn dort, kehrten aber, ohne die Warnung eines Schweizer Freundes zu beachten, wieder nach Deutschland zurück. Während der Novemberpogrome 1938 wurde die Synagoge Bielefelds geschändet und niedergebrannt. Rüdenbergs Mutter verstarb nach längerer Erkrankung am 20. Juli 1942 in einem Bielefelder Krankenhaus. Sein Vater wurde wenige Tage später am 31. Juli 1942 von Bielefeld aus in das KZ Theresienstadt deportiert und später im KZ Auschwitz ermordet.
Ruedenberg studierte Chemie und Mathematik an der Universität Fribourg mit dem Diplom-Abschluss 1944 und wurde 1950 an der ETH Zürich bei Gregor Wentzel in theoretischer Physik promoviert. Von 1950 bis 1955 forschte er bei Robert Mulliken an der University of Chicago. 1955 erhielt er die US-amerikanische Staatsbürgerschaft und wurde Assistant Professor und später Associate Professor an der Iowa State University (damals Iowa State College) und war am Ames Laboratory der Atomic Energy Commission (später des DOE). 1962 bis 1964 war er Professor für Chemie an der Johns Hopkins University und danach bis zur Emeritierung 1991 Senior Scientist am Ames Laboratory der Iowa State University. Außerdem war er dort ab 1978 Distinguished Professor of Sciences and Humanities.
Während seine erste veröffentlichte Arbeit noch die Mesonentheorie der Kernkräfte betraf, wandte er sich bei Mulliken in Chicago der Quantentheorie der Molekülstruktur zu. Damals verfolgte man dort das Ziel, ab-initio-Berechnungen von zweiatomigen Molekülen mit selbstkonsistenten Wellenfunktionen durchzuführen, wobei Mullikens Doktorand Clemens C. J. Roothaan ein Durchbruch gelang. Ein wichtiger Schritt war die Auswertung der Integrale für Abstoßungsenergien der Elektronen mit exponentiellen atomaren Wellenfunktionen. Ruedenberg entwickelte dafür eine praktikable Methode, mit der Charles W. Scherr 1954 die erste (und wegen des baldigen Aufkommens von Computern einzige) ab-initio-Berechnung eines Moleküls (des Stickstoffmoleküls im Grundzustand) „per Hand“, das heißt mit Tischrechnern, ausführte (dessen Genauigkeit später mit Computern bestätigt wurde). Bald darauf entwickelte Ruedenberg mit Scherr ein „Freie Elektronen Netzwerk-Modell“ aromatischer Kohlenwasserstoffe, angeregt durch John R. Platt. Sie bewiesen dessen Äquivalenz mit der konventionellen LCAO-Methode, so dass ihr Modell als Veranschaulichung der LCAO-Methode dienen konnte. Ruedenberg erweiterte dieses dann mit Norbert Ham auf Elektronenwechselwirkungen und berechnete mit Hummel die elektronische Struktur verschiedener Polycyclen mit einer augmentierten Tight-Binding-Methode.
Danach wandte er sich der Natur der Delokalisierung in Aromaten zu, worüber es damals zwei verschiedene Erklärung gab, nämlich als Effekt der potentiellen Energie (damals der vorherrschende Erklärungsansatz) oder als Effekt der kinetischen Energie (im Netzwerk-Modell freier Elektronen). Ruedenberg fand, dass trotz eines Wechselspiels beider Effekte am Ende die Änderung des Terms der kinetischen Energie ausschlaggebend für die Bindung bei der Delokalisierung war. Diese Frage untersuchte er unter verschiedenen Blickwinkeln in den 1960er und 1970er Jahren, was auch in dem Buch von Robert Mulliken über die Berechnung zweiatomiger Moleküle seinen Niederschlag fand und in einem viel zitierten Übersichtsartikel von Ruedenberg in den Reviews of Modern Physics. Ruedenberg entwickelte mit Edmiston ab 1963 auch eine Theorie lokalisierter Molekülorbitale. Später befasste er sich unter anderem mit den Flächen potentieller Energie von Molekülen und Elektronenkorrelationen in Molekülen.
Ruedenberg ist Ehrendoktor der Universitäten Basel (1975), Bielefeld (1991) und Siegen (1994). 2018 erhielt er die Schrödinger Medal, 2002 den American Chemical Society Award in Theoretical Chemistry und 1982 den American Chemical Society Midwest Award. Er ist Fellow der American Association for the Advancement of Sciences, der American Physical Society und des American Institute of Chemists, ist Mitglied der International Academy of Quantum Molecular Science und Ehrenmitglied der International Academy of Mathematical Chemistry. 1966/67 war er Guggenheim Fellow und 1982 Fulbright Scholar (und mit dem Fulbright-Stipendium in Australien an der Monash University und am Chemical Physics Lab der CSIRO in Melbourne). 1966/67 war er Gastprofessor an der ETH Zürich, 1973 an der University of California, Santa Cruz, 1974 an der Universität Bonn, 1970 an der Washington State University und 1987 an der Universität Kaiserslautern.
Er war 1985 bis 1997 Herausgeber von Theoretica Chimica Acta.
1948 heiratete er die Schweizerin Veronika Kutter (gest. 2004), mit der er drei Töchter und einen Sohn hat.

## Schriften (Auswahl)
- mit C. W. Scherr: Free-Electron Network Model for Conjugated Systems. I. Theory, J. Chem. Phys., Band 21, 1953, S. 1565–1581
- Free-Electron Network Model for Conjugated Systems. V. Theoretical Equivalence with the LCAO MO Model, J. Chem. Phys., Band 22, 1954, S. 1878–1895 (1954).[7]
- mit C. C. J. Roothaan, W. Jaunzemis: A Study of the Two-Center Hybrid Integrals and a Unified Treatment of the Hybrid, Coulomb, and One-Electron Integrals, J. Chem. Phys., Band 24, 1956, S. 201–220.
- mit N. S. Ham: Electronic Interaction in the Free-Electron Network Model for Conjugated Systems. I. Theory,  J. Chem. Phys., Band 25, 1956, S. 1–13
- mit N. S. Ham:  Mobile Bond Orders in Conjugated Systems, J. Chem. Phys., Band 29, 1958, S. 1215–1222
- Quantum Mechanics of Mobile Electrons in Conjugated Bond Systems, Teil 1-6(Teil 5 mit E. M. Layton), J. Chem. Phys., Band 34, 1961, S. 1861, 1878, 1884, 1892, 1897, 1907
- mit R. Hummel: Electronic Structure and Spectra of Conjugated Hydrocarbons, J. Phys. Chem., Band 66, 1962, S. 2334–2359
- mit C. Edmiston: Chemical Binding in the Water Molecule, J. Phys. Chem., Band 68,  1964, S. 1628–1653
- mit E. M. Layton Jr.: Chemical Binding in Diatomic Hydrides, J. Phys. Chem., Band 68, 1964, S. 1654–1676
- mit J. R. Platt,  C. W. Scherr, N. S. Ham, H. Labhart, W. Lichten: Free-Electron Theory of Conjugated Molecules, Wiley 1964 (Reprints von Aufsätzen[8])
- The Physical Nature of the Chemical Bond, Reviews of Modern Physics, Band 34, 1962, S. 326–376[9]
- mit Clyde Edmiston: Localized atomic and molecular orbitals, Reviews of Modern Physics, Band 35, 1963, S. 457–465, Teil 2, J. Chem. Phys. Band 43, 1965, S. 97–115, Teil 3 in P. O. Löwdin, Quantum Theory of Atoms, Molecules and the Solid State, Academic Press 1966, S. 263–280
- mit W. England, L. S. Salmon:  Localized Molecular Orbitals: A Bridge between Chemical Intuition and Molecular Quantum Mechanics, Fortschritte der Chemischen Forschung, Band 23, 1971, S. 31–123
- mit W. England: Localized pi-Orbitals, Pauling Bond Orders and the Origin of Aromatic Stability, Theoretica Chimica Acta, Band 22, 1971, S. 196–213
- The nature of the chemical bond. An energetic view, in: R. Daudel, Localization and Delocalization in Quantum Chemistry, Band 1, Reidel 1975, S. 222–245
- mit W. H. E. Schwarz u. a.: Electron Densities, Deformation Densities, and Chemical Bonding, Angewandte Chemie, Band 101, 1989, S. 605
- mit  S. S. Xantheas, S. T. Elbert: The Potential Energy Surface of the Ground State of Carbon Dioxide, Chem. Phys. Letters, Band 166, 1990, S. 39–42.
- mit G. Atchity: A Local Understanding of the Quantum Chemical Geometric Phase Theorem for Potential Energy Surface Intersections, J. Chem. Phys., Band 110, 1999, S. 4208–4212
- mit M. W. Schmidt: Physical Understanding through Variational Reasoning: Electron Sharing and Covalent Bonding, J. Phys. Chem., Band 113, 2009, S. 1954–1968.
- mit M. W. Schmidt, J. Ivanic: The Physical Origin of Covalent Binding, in: G. Frenking, S. Shaik, The chemical bond. Fundamental aspects of chemical bonding, Wiley-VCH 2014